# Rosario Bus
 (décembre 2022).
Rosario Bus est une société argentine de transport en commun. Avec environ 1 200 unités, elle exploite différentes lignes d'autobus sous concession ou permis municipal, concession provinciale (CP) et concession nationale (CN) dans la zone métropolitaine de Rosario et dans la zone métropolitaine de Buenos Aires. Elle dispose de systèmes de suivi par satellite, sur l'ensemble de la flotte. 

## Histoire

### Débuts

Schéma d'un ancien ticket émis sur la ligne 103.

Sous le nom de Transporte Automotor Martín Fierro SRL, la société commence ses activités le 10 novembre 1968 dans la ville de Villa Gobernador Gálvez. Avec des unités Bedford à carrosserie locale et, plus tard, avec des unités Mercedes-Benz, elle reliait le martinet de Frigorífico au centre et au cimetière de la Villa Gobernador Gálvez pendant plusieurs années.
Vers 1978, Martin Fierro fait son entrée dans la ville de Rosario en reprenant l'entreprise Progreso Automotor, ligne 301. Plus tard, il fera de même en acquérant l'entreprise Primera Junta, ligne 52. Le 22 juin 1979, par l'ordonnance no 2370, l'exécutif municipal ordonne la privatisation du service de trolleybus de Rosario.4 Après deux appels d'offres infructueux, la troisième fois, les concessions des lignes de trolleybus K et M sont attribuées à la société Martín Fierro SRL, alors en activité.
Dans un premier temps, la société s'est occupée du rechargement de plusieurs trolleybus de la nouvelle acquisition. En mars 1980, la société rétablit la ligne H, qui avait été fermée par la municipalité sous le gouvernement militaire. Cette réhabilitation a été de courte durée, en raison de l'opposition des sociétés de minibus qui circulaient sur ses couloirs,. En outre, une série de petits trolleybus sur châssis Mercedes-Benz 1114 ont été fabriqués en mettant au rebut d'anciennes unités et ont été en service jusqu'au dernier jour de décembre 1992.
Après avoir importé 5 unités ZIU d'Union soviétique, le 10 septembre 1980, l'entreprise « fusionne » les itinéraires des lignes H et M sous l'appellation de ligne M, donnant naissance à un axe nord-sud, similaire à celui prévu en 1954 sous la direction de l'Empresa de Transportes de Rosario.
En 1982, la société met au point une percée technologique de l'époque : l'Electrobús, un véhicule autonome alimenté par batterie. Les prototypes ont circulé sur la ligne M à titre expérimental pendant une courte période, avant d'être saisis par la municipalité de Rosario. En 1984, la détérioration des unités couplée à l'impossibilité d'incorporer de nouvelles unités aboutit à une autorisation municipale de remplacer les trolleybus par des minibus diesel, éliminant définitivement le trolley de l'axe Nord-Sud (ligne M). Des années plus tard, les effets de la crise énergétique contribuent à intercaler des voitures diesel avec les trolleybus sur la ligne K, jusqu'à ce qu'en 1991 le décret municipal no 1753 dicte la caducité de la concession à l'Empresa Martín Fierro SRL. L'entreprise Martín Fierro SRL continue ensuite à assurer le service avec une autorisation précaire jusqu'à l'année suivante. Pendant que ces événements se déroulaient, en 1989, l'entreprise Martín Fierro SA a commencé à fonctionner, recevant la concession de la ligne 1038, qui a hérité du tracé de la ligne M après la réorganisation de 1986. Depuis lors, l'entreprise a poursuivi son expansion. Elle a été à l'origine d'innovations telles que les minibus, les voitures au gaz naturel comprimé, les cartes magnétiques,, les cartes à puce2 et le suivi des applications via le système de positionnement global.
Au cours des années 1990, elle commence à exploiter les lignes reliant Rosario à Villa Gobernador Gálvez (ligne 35 de la concession provinciale), ainsi que Rosario à Puerto General San Martín et ses intermédiaires (lignes 9, 9A, 22, 22A, 104, 209 de la concession provinciale),, en intégrant les entreprises 9 de Julio SRL, América TA SRL et Continental TA SRL.
Lentement, elle consolide un groupe de sociétés de transport, composé des sociétés urbaines : Don Bosco SRL, ligne 111 ; Empalme Graneros, ligne 110 ; Empresa Zona Sud, lignes 144, 145 et 146 ; Martín Fierro SA et Martín Fierro SRL, lignes 101, 102, 103 et 153 ; Primera Junta SRL, ligne 128 ; Transporte General Las Heras, ligne 142. Et les lignes interurbaines : Empresa 9 de Julio SRL, América TA SRL et Continental TA SRL, lignes de concession provinciales 9, 9A, 22, 22A, 104, 209.

### Consolidation
Après l'échec de l'appel d'offres pour le nouveau système de transport intégré de Rosario, les entreprises de l'ancien groupe Martín Fierro, à savoir Martín Fierro SA (ligne 103), UTE Martín Fierro (lignes 102, 144, 145, 146, 153), UTE Las Heras (lignes 101, 110, 128, 141) et Transporte General Las Heras (ligne 142) ont uni leurs forces pour créer Rosario Bus SA le 1er juin 2001.
Sa première acquisition immédiate a lieu en 2002, la ligne 143 (ex Molino Blanco SRL) et en mars de la même année, en raison de la faillite de Transporte General Belgrano SA, elle reçoit les lignes 125 et 119, fusionnant cette dernière avec la 145. Elle obtient la ligne 107 (ex Transportes Baigorria SRL) le 1er février 2005, et les lignes 129 et 130 (ex Las Delicias SRL) le 1er août 2006.
Il couvre les trajets (totalement ou partiellement) des lignes qui ont disparu, comme les lignes 104, 105, 108, 109, 111, 117 (ligne 4 Roja) et 118 (ligne 4 Negra), 119, 155, 160 et 163.

### Dernière décennie
Le groupe d'entreprises relie les grandes agglomérations urbaines et leurs zones respectives grâce à ses lignes et à la gestion de divers motifs sociaux, répartis comme suit :
- Rosario et ses environs au moyen des lignes suivantes : 101, 102N, 103, 107, 110, 122, 125, 126, 128, 129, 130, 133, 136, 137, 138, 139, 140, 142, 143, 144, 145 et 146 exploitées par Rosario Bus SA.
- Grand Rosario, Villa Constitución et environs avec les lignes : 35/9, M, General Motors, Expreso, exploitées par 9 de Julio SRL, América TA SRL et Continental TA SRL.
- Rosario, Villa Constitución et ses environs avec San Nicolás de los Arroyos, au moyen des lignes : 915 et A, exploitées par Azul SATA.
- Au sud de la province de Santa Fe sur les lignes provinciales : 149, 196, 218, 233, 234, 267, exploitées par UTE 33/9 America TA SRL - Azul SATA.
- Santa Fe et Gran Santa Fe, sur la ligne : C, exploités par Continental TPA SA.
- Buenos Aires et le Grand Buenos Aires, par les lignes : 41, 203, 315, 440 et 740, exploitées par Azul SATA et La Primera de Grand Bourg SATCI[21].